# Provinces de Chine

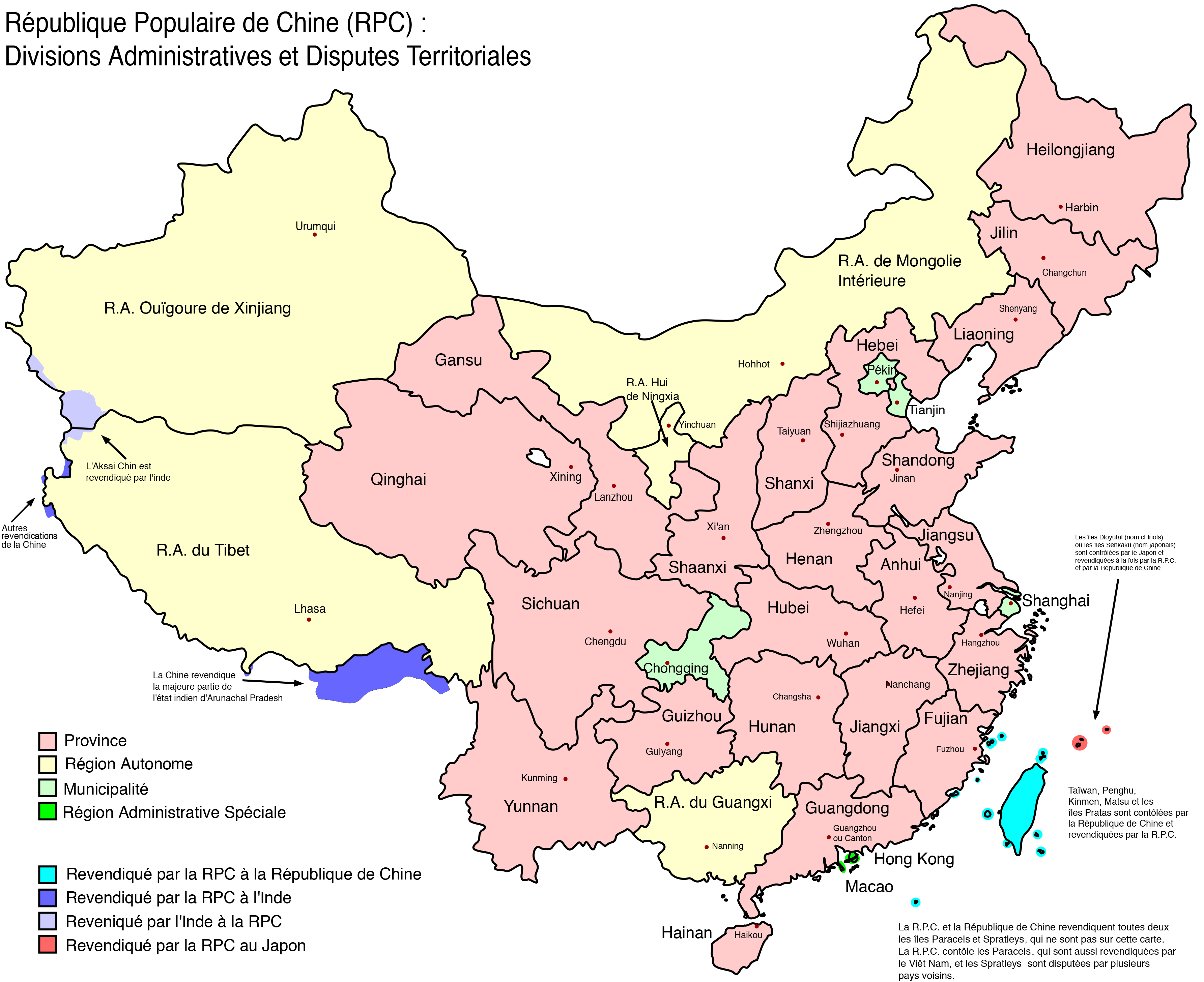
Divisions administratives et disputes territoriales de la république populaire de Chine

Les provinces de Chine (chinois : 省 ; pinyin : shěng) sont la plus haute division administrative en république populaire de Chine. Il existe trente-quatre divisions de cette sorte, réparties en vingt-trois provinces (contesté, voir ci-dessous), quatre municipalités, cinq régions autonomes et deux régions administratives spéciales.
De plus, la république populaire de Chine (RPC) réclame la souveraineté des territoires administrés par la république de Chine (RC) comme faisant partie de leur propre province de Taïwan. La RC administre également certaines îles qui font partie de la province du Fujian. Celles-ci font partie de la province autrefois unifiée du Fujian, qui depuis la guerre civile chinoise en 1949 a été divisée entre la RPC et la RC.
Chaque province possède un comité provincial du Parti communiste chinois, dirigé par un secrétaire. Le secrétaire du comité est responsable de la province, plutôt que le gouverneur du gouvernement provincial.

## Types de provinces

### Municipalité
La municipalité (chinois : 直辖市 ; pinyin : zhíxiáshì) constitue le plus haut niveau d'une ville, qui est directement sous le contrôle du gouvernement chinois, avec un statut équivalent à une province. En pratique, leur statut politique est même supérieur aux provinces communes.

### Province
La province (chinois : 省 ; pinyin : shěng) possède un gouvernement provincial qui est dirigé par un comité provincial, à la tête duquel se trouve un secrétaire. Le secrétaire du comité est responsable de la province, à un niveau supérieur du gouverneur du gouvernement provincial.
La RPC revendique l'île de Taïwan et les îlots environnants, dont Penghu, en tant que province de Taïwan. Les îles de Kinmen et Matsu sont revendiquées par la RPC comme faisant partie de la province du Fujian. Les îles de Pratas et Itu Aba quant à elles sont revendiquées comme faisant partie respectivement des provinces du Guangdong et du Hainan. Ces territoires sont contrôlés par la république de Chine, communément appelée Taïwan.

### Région autonome
La région autonome (chinois : 自治区 ; pinyin : zìzhìqū) est peuplée en majorité par un groupe ethnique minoritaire (少数民族, shǎoshù mínzú) et possède son propre gouvernement local. Les régions autonomes possèdent en théorie plus de droits législatifs que dans la pratique. Le dirigeant des régions autonomes est traditionnellement désigné par le groupe ethnique minoritaire.

### Région administrative spéciale
La région administrative spéciale (RAS) (chinois : 特別行政區 ; pinyin : tèbiéxíngzhèngqū) est une division sub-nationale autonome et auto-gouvernée de la république populaire de Chine, qui est directement contrôlée par le gouvernement central de la RPC. Chaque RAS possède un statut équivalent à une province,,. Un chef de l'exécutif est à la tête de la région et du gouvernement. Le gouvernement de la région n'est toutefois pas complètement indépendant, puisque la politique étrangère et la défense militaire restent de la responsabilité du gouvernement central de la RPC.

## Liste des divisions de niveau provincial
| Nom                                         | Simpl.           | Trad.            | Pinyin                      | Abréviation      | Capitale     | Superficie    | Population |
| ------------------------------------------- | ---------------- | ---------------- | --------------------------- | ---------------- | ------------ | ------------- | ---------- |
| Municipalité de Pékin                       | 北京市           | 北京市           | Běijīng Shì                 | 京Jīng           | -            | 16 800 km2    | 19 612 368 |
| Municipalité de Tianjin                     | 天津市           | 天津市           | Tiānjīn Shì                 | 津Jīn            | -            | 11 305 km2    | 12 938 224 |
| Municipalité de Shanghai                    | 上海市           | 上海市           | Shànghǎi Shì                | 沪Hù             | -            | 6 340 km2     | 23 019 148 |
| Municipalité de Chongqing                   | 重庆市           | 重慶市           | Chóngqìng Shì               | 渝Yú             | -            | 82 300 km2    | 28 846 170 |
| Région autonome de Mongolie-Intérieure      | 内蒙古自治区     | 內蒙古自治區     | Nèi Měnggǔ Zìzhìqū          | 蒙Měng           | Hohhot       | 1 183 000 km2 | 24 706 321 |
| Région autonome du Guangxi                  | 广西壮族自治区   | 廣西壯族自治區   | Guǎngxī Zhuàngzú Zìzhìqū    | 桂Guì            | Nanning      | 236 000 km2   | 46 026 629 |
| Région autonome du Tibet                    | 西藏自治区       | 西藏自治區       | Xīzàng Zìzhìqū              | 藏Zàng           | Lhassa       | 1 228 400 km2 | 3 002 166  |
| Région autonome du Ningxia                  | 宁夏回族自治区   | 寧夏回族自治區   | Níngxià Huízú Zìzhìqū       | 宁Níng           | Yinchuan     | 66 400 km2    | 6 301 350  |
| Région autonome du Xinjiang                 | 新疆维吾尔自治区 | 新疆維吾爾自治區 | Xīnjiāng Wéiwú'ěr Zìzhìqū   | 新Xīn            | Ürümqi       | 1 660 400 km2 | 21 813 334 |
| Région administrative spéciale de Hong Kong | 香港特别行政区   | 香港特別行政區   | Xiānggǎng Tèbié Xíngzhèngqū | 港Gǎng           | -            | 1 104 km2     | 7 061 200  |
| Région administrative spéciale de Macao     | 澳门特别行政区   | 澳門特別行政區   | Àomén Tèbié Xíngzhèngqū     | 澳ào             | -            | 29 km2        | 552 300    |
| Anhui                                       | 安徽             | 安徽             | Ānhuī                       | 皖 Wǎn           | Hefei        | 139 600 km2   | 59 860 000 |
| Fujian                                      | 福建             | 福建             | Fújiàn                      | 闽 Mǐn           | Fuzhou       | 121 400 km2   | 34 710 000 |
| Gansu                                       | 甘肃             | 甘肅             | Gānsù                       | 甘 Gān, 陇 Lǒng  | Lanzhou      | 390 000 km2   | 25 620 000 |
| Guangdong                                   | 广东             | 廣東             | Guǎngdōng                   | 粤 Yuè           | Canton       | 197 000 km2   | 86 420 000 |
| Guizhou                                     | 贵州             | 貴州             | Guìzhōu                     | 黔 Qián, 贵 Guì  | Guiyang      | 176 000 km2   | 35 250 000 |
| Hainan                                      | 海南             | 海南             | Hǎinán                      | 琼 Qióng         | Haikou       | 34 000 km2    | 7 870 000  |
| Hebei                                       | 河北             | 河北             | Héběi                       | 冀 Jì            | Shijiazhuang | 187 700 km2   | 67 440 000 |
| Heilongjiang                                | 黑龙江           | 黑龍江           | Hēilóngjiāng                | 黑 Hēi           | Harbin       | 460 000 km2   | 36 890 000 |
| Henan                                       | 河南             | 河南             | Hénán                       | 豫 Yù            | Zhengzhou    | 167 000 km2   | 92 560 000 |
| Hubei                                       | 湖北             | 湖北             | Húběi                       | 鄂 È             | Wuhan        | 187 500 km2   | 60 280 000 |
| Hunan                                       | 湖南             | 湖南             | Húnán                       | 湘 Xiāng         | Changsha     | 210 500 km2   | 64 400 000 |
| Jiangsu                                     | 江苏             | 江蘇             | Jiāngsū                     | 苏 Sū            | Nankin       | 100 000 km2   | 74 380 000 |
| Jiangxi                                     | 江西             | 江西             | Jiāngxī                     | 赣 Gàn           | Nanchang     | 169 900 km2   | 41 400 000 |
| Jilin                                       | 吉林             | 吉林             | Jílín                       | 吉 Jí            | Changchun    | 187 400 km2   | 27 280 000 |
| Liaoning                                    | 辽宁             | 遼寧             | Liáoníng                    | 辽 Liáo          | Shenyang     | 145 900 km2   | 42 380 000 |
| Qinghai                                     | 青海             | 青海             | Qīnghǎi                     | 青 Qīng          | Xining       | 720 000 km2   | 5 180 000  |
| Shaanxi                                     | 陕西             | 陝西             | Shǎnxī                      | 陕 Shǎn, 秦 Qín  | Xi'an        | 206 000 km2   | 36 050 000 |
| Shandong                                    | 山东             | 山東             | Shāndōng                    | 鲁 Lǔ            | Jinan        | 156 700 km2   | 90 790 000 |
| Shanxi                                      | 山西             | 山西             | Shānxī                      | 晋 Jìn           | Taiyuan      | 150 000 km2   | 32 970 000 |
| Taïwan (contesté)                           | 台湾             | 臺灣             | Táiwān                      | 台 Tái           | Taipei       | 36 000 km2    | 23 000 000 |
| Sichuan                                     | 四川             | 四川             | Sìchuān                     | 川 Chuān, 蜀 Shǔ | Chengdu      | 480 000 km2   | 83 290 000 |
| Yunnan                                      | 云南             | 雲南             | Yúnnán                      | 滇 Diān, 云 Yún  | Kunming      | 394 000 km2   | 42 880 000 |
| Zhejiang                                    | 浙江             | 浙江             | Zhèjiāng                    | 浙 Zhè           | Hangzhou     | 101 800 km2   | 46 770 000 |

## Histoire
Les dirigeants de la Chine mettent en place les dix premières provinces sous la dynastie Yuan (1271-1368). Avec la dynastie Qing en 1644, le nombre de provinces passe à dix-huit, toutes situées en Chine historique :
| - Anhui - Fujian - Gansu - Guangdong - Guangxi - Guizhou - Henan - Hubei - Hunan | - Jiangsu - Jiangxi - Shaanxi - Shandong - Shanxi - Sichuan - Yunnan - Zhejiang - Zhili |

Chaque province possède un xunfu (chinois : 巡撫, traduit par Gouverneur), un contrôleur politique sous l'autorité de l'empereur et un tidu (chinois : 提督, traduit par Capitaine général), un gouverneur militaire. De plus, il y a un zongdu (chinois : 總督), un inspecteur général militaire ou gouverneur général, pour deux ou trois provinces.
Les régions en dehors de la Chine historique ne sont pas divisées en provinces. Des dirigeants militaires ou des généraux supervisent la Mandchourie (constituée de Fengtian (maintenant Liaoning), Jilin, Heilongjiang) et la Mongolie, alors que des civils (dutong, chinois : 副都統) dirigent les ligues, une subdivision de la Mongolie. Les ambans (chinois : 驻藏大臣) supervisent l'administration du Tibet.
En 1884, le Xinjiang devient une province. En 1907, Fengtian, Jilin et Heilongjiang constituent des provinces proprement dites. Taïwan devient une province en 1885, mais la Chine cède l'île au Japon en 1895. De ce fait, il ne reste que 22 provinces en Chine à la fin de la dynastie Qing.
La république de Chine, établie en 1912, instaure quatre nouvelles provinces en Mongolie-Intérieure et deux provinces dans le Tibet historique, menant au nombre de 28 provinces. Mais la Chine perd quatre provinces avec l'établissement de l'État pro-japonais du Mandchoukuo en Mandchourie. Après la défaite du Japon en 1945, la Chine ré-intègre 10 provinces en Mandchourie et assume le contrôle de Taïwan. De ce fait, la république de Chine compte 35 provinces en 1946. Bien que la république de Chine ne contrôle maintenant qu'une seule province et quelques îles d'une seconde province (Fujian), elle continue à revendiquer formellement 35 provinces.

### Liste des anciennes divisions du niveau provincial
La république populaire de Chine a aboli beaucoup de provinces dans les années 1950 et en a converti un certain nombre en régions autonomes. Le Hainan devient une province séparée en 1988, apportant le nombre total de provinces sous le contrôle de la RPC à 22.